# Matching (Arbeitsvermittlung)
Unter Matching wird der Abgleich von Arbeitsplatzanforderungen sowie persönlichen Eigenschaften und Kompetenzen, von Bewerbern um diesen Arbeitsplatz, verstanden. Dieser Abgleich wird häufig mit Profiling-Werkzeugen wie beispielsweise Fragebogen, Tests oder Programmen vorgenommen. Auf Basis dieser Ergebnisse können automatisierte Suchläufe und Zuordnungen durchgeführt werden.

## Zweck
Matching-Techniken sollen für eine höchstmögliche Kongruenz und Passgenauigkeit zwischen Anforderungen des Arbeitgebers und Kompetenzen des Bewerbers sorgen und Fehlbesetzungen bzw. Einarbeitungsrisiken minimieren. Sie sollen Fluktuation minimieren und die Verweildauer im Job erhöhen. Voraussetzungen sind eine präzise Kommunikation von Arbeitgeberanforderungen sowie das Bewusstsein der zu Vermittelnden über ihre eigenen Fähigkeiten und Stärken. Dieses kann oft nur in aufwändiger Kommunikation, seltener durch automatisierten Fragebogenabgleich mit den Anforderungsprofilen erreicht werden. Solche Matching-Algorithmen sind allenfalls für eine Vorwauswahl von Kandidaten geeignet.

## Geschichte
Die Idee des Matching wurde von dem Sozialreformer Frank Parsons (1854–1908) entwickelt, der zu Beginn des 20. Jahrhunderts in Boston mit seiner Trait & Factor-Konzept den Abgleich von relativ situationsunabhängig aktivierbaren Eigenschaften und Fähigkeiten (Traits) mit den betrieblichen Anforderungen (Factors) ins Zentrum der Berufsberatung und Arbeitsvermittlung stellte. Auch körperliche Merkmale, Problemlösungs- und Lernstile oder die präferierte Arbeitsumgebung spielt eine Rolle. Die letztere kann z. B. mit dem seit Jahrzehnten empirisch gut bestätigten RIASEC-Modell des Psychologen John L. Holland ermittelt werden, der individuelle Lernstil etwa mit Hilfe der von David A. Kolb entwickelten Typologie.
Heute wird die Vorstellung eines optimalen Matches zunehmend durch die des Fit, also der in der Praxis zu erweisenden Tauglichkeit für eine bestimmte Tätigkeit oder ein bestimmtes Berufsfeld abgelöst. Damit wird auch die Vorstellung, dass das Matching am besten durch psychologische Tests zu erfolgen habe, problematisch. Die praktische Erprobung der Kompetenz gewinnt demgegenüber an Bedeutung. Internetbasierte Jobbörsen begnügen sich mit Matchingverfahren aufgrund weniger eingegebener Stichwörter, die meist nur die formalen Qualifikationen betreffen.

## Matching-Strategien
Die Vermittlungspraxis der Bundesagentur für Arbeit basiert auf vier unterschiedlichen Matchingstrategien, auf Basis derer eingehende Stellenangebote abgearbeitet werden.
- In der ersten Strategie, die im Fall unspezialisierter Arbeitskräften und unattraktiver Arbeitsbedingungen angewandt wird, erfolgt lediglich eine grobe Systemsuche.
- Bei Stellenangeboten mit attraktiven Arbeitsbedingungen, aber schlechten Besetzungschancen wird diese Systemsuche um großflächig gestreute und schriftlich formulierte Bewerberinformationen ergänzt.
- Bei der dritten Strategie erfolgt eine Systemsuche, die durch eine Suche nach von Bewerbern selbst eingestellten, aber nicht betreuten Bewerberprofilen ergänzt wird.
- Matchingstrategie 0 besagt, dass die Stellenangebote nicht in die vorhandene Systematik passen, z. B. wegen extremer Spezialisierung, und wiederholte Suchläufe erfolglos geblieben sind.